# Ceroplesis hamiltoni
Ceroplesis hamiltoni är en skalbaggsart som beskrevs av Aurivillius 1915. Ceroplesis hamiltoni ingår i släktet Ceroplesis och familjen långhorningar.
Artens utbredningsområde är Kenya. Inga underarter finns listade i Catalogue of Life.